# Isotopes de l'einsteinium
L'einsteinium (Es, numéro atomique 99) est un élément artificiel, il n'a donc pas de masse atomique standard (et aucun isotope stable). Le premier isotope découvert (dans les retombées radioactives d'un essai nucléaire de bombe H) est le 253Es en 1952. On lui connaît 19 radioisotopes, du 240Es au 258Es, et trois isomères nucléaires (250mEs, 254mEs, et 256mEs). L'isotope à plus longue demi-vie est le 252Es, de période radioactive égale à 471,7 jours.

## Tableau
| Symbole du nucléide | Z(p)                 | N(n)                 | masse isotopique (u) | demi-vie            | mode(s) de désintégration, | isotope(s) fils | spin nucléaire |
| Symbole du nucléide | énergie d'excitation | énergie d'excitation | énergie d'excitation | demi-vie            | mode(s) de désintégration, | isotope(s) fils | spin nucléaire |
| ------------------- | -------------------- | -------------------- | -------------------- | ------------------- | -------------------------- | --------------- | -------------- |
| 240Es               | 99                   | 141                  | 240,06892(43)#       | 1# s                | α                          | 236Bk           |                |
| 240Es               | 99                   | 141                  | 240,06892(43)#       | 1# s                | β+ (rare)                  | 240Cf           |                |
| 241Es               | 99                   | 142                  | 241,06854(24)#       | 10(5) s [8(+6−5) s] | α                          | 237Bk           | (3/2−)         |
| 241Es               | 99                   | 142                  | 241,06854(24)#       | 10(5) s [8(+6−5) s] | β+ (rare)                  | 241Cf           | (3/2−)         |
| 242Es               | 99                   | 143                  | 242,06975(35)#       | 13,5(25) s          | α (99,94 %)                | 238Bk           |                |
| 242Es               | 99                   | 143                  | 242,06975(35)#       | 13,5(25) s          | β+, FS (0,6 %)             | (divers)        |                |
| 242Es               | 99                   | 143                  | 242,06975(35)#       | 13,5(25) s          | β+ (rare)                  | 242Cf           |                |
| 243Es               | 99                   | 144                  | 243,06955(25)#       | 21(2) s             | β+ (70 %)                  | 243Cf           | 3/2−#          |
| 243Es               | 99                   | 144                  | 243,06955(25)#       | 21(2) s             | α (30 %)                   | 239Bk           | 3/2−#          |
| 244Es               | 99                   | 145                  | 244,07088(20)#       | 37(4) s             | β+ (94,69 %)               | 244Cf           |                |
| 244Es               | 99                   | 145                  | 244,07088(20)#       | 37(4) s             | α (5,3 %)                  | 240Bk           |                |
| 244Es               | 99                   | 145                  | 244,07088(20)#       | 37(4) s             | β+, FS (0,01 %)            | (divers)        |                |
| 245Es               | 99                   | 146                  | 245,07132(22)#       | 1,1(1) min          | β+ (60 %)                  | 245Cf           | (3/2−)         |
| 245Es               | 99                   | 146                  | 245,07132(22)#       | 1,1(1) min          | α (40 %)                   | 241Bk           | (3/2−)         |
| 246Es               | 99                   | 147                  | 246,07290(24)#       | 7,7(5) min          | β+ (90,1 %)                | 246Cf           | 4−#            |
| 246Es               | 99                   | 147                  | 246,07290(24)#       | 7,7(5) min          | α (9,9 %)                  | 242Bk           | 4−#            |
| 246Es               | 99                   | 147                  | 246,07290(24)#       | 7,7(5) min          | β+, FS (0,003 %)           | (divers)        | 4−#            |
| 247Es               | 99                   | 148                  | 247,07366(3)#        | 4,55(26) min        | β+ (93 %)                  | 247Cf           | 7/2+#          |
| 247Es               | 99                   | 148                  | 247,07366(3)#        | 4,55(26) min        | α (7 %)                    | 243Bk           | 7/2+#          |
| 247Es               | 99                   | 148                  | 247,07366(3)#        | 4,55(26) min        | SF (9×10−5 %)              | (divers)        | 7/2+#          |
| 248Es               | 99                   | 149                  | 248,07547(6)#        | 27(5) min           | β+ (99,75 %)               | 248Cf           | 2−#,0+#        |
| 248Es               | 99                   | 149                  | 248,07547(6)#        | 27(5) min           | α (0,25 %)                 | 244Bk           | 2−#,0+#        |
| 248Es               | 99                   | 149                  | 248,07547(6)#        | 27(5) min           | β+, FS (3×10−5 %)          | (divers)        | 2−#,0+#        |
| 249Es               | 99                   | 150                  | 249,07641(3)#        | 102,2(6) min        | β+ (99,43 %)               | 249Cf           | 7/2+           |
| 249Es               | 99                   | 150                  | 249,07641(3)#        | 102,2(6) min        | α (0,57 %)                 | 245Bk           | 7/2+           |
| 250Es               | 99                   | 151                  | 250,07861(11)#       | 8,6(1) h            | β+ (97 %)                  | 250Cf           | (6+)           |
| 250Es               | 99                   | 151                  | 250,07861(11)#       | 8,6(1) h            | α (3 %)                    | 246Bk           | (6+)           |
| 250mEs              | 200(150)# keV        | 200(150)# keV        | 200(150)# keV        | 2,22(5) h           | CE (99 %)                  | 250Cf           | 1(−)           |
| 250mEs              | 200(150)# keV        | 200(150)# keV        | 200(150)# keV        | 2,22(5) h           | α (1 %)                    | 246Bk           | 1(−)           |
| 251Es               | 99                   | 152                  | 251,079992(7)        | 33(1) h             | CE (99,51 %)               | 251Cf           | (3/2−)         |
| 251Es               | 99                   | 152                  | 251,079992(7)        | 33(1) h             | α (0,49 %)                 | 247Bk           | (3/2−)         |
| 252Es               | 99                   | 153                  | 252,08298(5)         | 471,7(19) j         | α (76 %)                   | 248Bk           | (5−)           |
| 252Es               | 99                   | 153                  | 252,08298(5)         | 471,7(19) j         | CE (24 %)                  | 252Cf           | (5−)           |
| 252Es               | 99                   | 153                  | 252,08298(5)         | 471,7(19) j         | β− (0,01 %)                | 252Fm           | (5−)           |
| 253Es               | 99                   | 154                  | 253,0848247(28)      | 20,47(3) j          | α                          | 249Bk           | 7/2+           |
| 253Es               | 99                   | 154                  | 253,0848247(28)      | 20,47(3) j          | FS (8,7×10−6 %)            | (divers)        | 7/2+           |
| 254Es               | 99                   | 155                  | 254,088022(5)        | 275,7(5) j          | α                          | 250Bk           | (7+)           |
| 254Es               | 99                   | 155                  | 254,088022(5)        | 275,7(5) j          | CE (10−4 %)                | 254Cf           | (7+)           |
| 254Es               | 99                   | 155                  | 254,088022(5)        | 275,7(5) j          | SF (3×10−6 %)              | (divers)        | (7+)           |
| 254Es               | 99                   | 155                  | 254,088022(5)        | 275,7(5) j          | β− (1,74×10−6 %)           | 254Fm           | (7+)           |
| 254mEs              | 84,2(25) keV         | 84,2(25) keV         | 84,2(25) keV         | 39,3(2) h           | β− (98 %)[réf. nécessaire] | 254Fm           | 2+             |
| 254mEs              | 84,2(25) keV         | 84,2(25) keV         | 84,2(25) keV         | 39,3(2) h           | TI (3 %)                   | 254Es           | 2+             |
| 254mEs              | 84,2(25) keV         | 84,2(25) keV         | 84,2(25) keV         | 39,3(2) h           | α (0,33 %)                 | 250Bk           | 2+             |
| 254mEs              | 84,2(25) keV         | 84,2(25) keV         | 84,2(25) keV         | 39,3(2) h           | CE (0,078 %)               | 254Cf           | 2+             |
| 254mEs              | 84,2(25) keV         | 84,2(25) keV         | 84,2(25) keV         | 39,3(2) h           | FS (0,0045 %)              | (divers)        | 2+             |
| 255Es               | 99                   | 156                  | 255,090273(12)       | 39,8(12) j          | β− (92 %)                  | 255Fm           | (7/2+)         |
| 255Es               | 99                   | 156                  | 255,090273(12)       | 39,8(12) j          | α (8 %)                    | 251Bk           | (7/2+)         |
| 255Es               | 99                   | 156                  | 255,090273(12)       | 39,8(12) j          | FS (0,0041 %)              | (divers)        | (7/2+)         |
| 256Es               | 99                   | 157                  | 256,09360(11)#       | 25,4(24) min        | β−                         | 256Fm           | (1+,0−)        |
| 256mEs              | 0(100)# keV          | 0(100)# keV          | 0(100)# keV          | 7,6 h               | β− (99,99 %)               | 256Fm           | (8+)           |
| 256mEs              | 0(100)# keV          | 0(100)# keV          | 0(100)# keV          | 7,6 h               | β−, FS (0,002 %)           | (divers)        | (8+)           |
| 257Es               | 99                   | 158                  | 257,09598(44)#       | 7,7(2) j            | β−                         | 257Fm           | 7/2+#          |
| 257Es               | 99                   | 158                  | 257,09598(44)#       | 7,7(2) j            | α                          | 253Bk           | 7/2+#          |
| 258Es               | 99                   | 159                  | 258,09952(32)#       | 3# min              |                            |                 |                |

1. ↑  Abréviations:

CE : Capture électronique

TI : Transition isomérique

FS : Fission spontanée
2. ↑  Isotope le plus commun